# فرودگاه هیوز
فرودگاه هیوز (به انگلیسی: Hughes Airport (Alaska)) یک فرودگاه همگانی با کد یاتا HUS است که یک باند فرود شن دارد و طول باند آن ۱۰۳۰ متر است. این فرودگاه در کشور ایالات متحده آمریکا قرار دارد و در ارتفاع ۹۱ متری از سطح دریا واقع شده‌است.